# Ōitastadion
Het Ōitastadion is een multi-functioneel stadion in de Japanse stad Oita op het eiland Kyushu. Het werd ontworpen door de Japanse architect Kisho Kurokawa en geopend in 2001. Het stadion biedt plaats aan 40.000 toeschouwers en werd gebruikt tijdens het wereldkampioenschap voetbal 2002.
De koepel heeft een doorsnede van 245 meter. Het is de grootste overkoepelde ruimte ter wereld. Het middelste deel van de koepel kan, wanneer het weer het toelaat, geopend worden.
Ook is er een speciale brandpreventie in het stadion. Het stadion is uitgerust met sensor's die warme lucht detecteren als de lucht te warm is geeft de sensor een signaal naar een automatische brandspuit. Deze is uitgerust met een infraroodcamera en kan zo het vuur doven. In het dak van het stadion bevinden zich ventilatoren die de rook naar buiten zuigen.

## Media
Het stadion was vanwege het baanbrekende koepelontwerp het hoofdonderwerp van een aflevering van National Geographic's Big, Bigger, Biggest.

## WK interlands
| №  | Datum        | Wedstrijd        | Uitslag | Competitie | Toeschouwers |
| -- | ------------ | ---------------- | ------- | ---------- | ------------ |
| 1. | 10 juni 2002 | Tunesië – België | 1 – 1   | WK 2002    | 52.000       |
| 2. | 13 juni 2002 | Mexico – Italië  | 1 – 1   | WK 2002    | 39.291       |
| 3. | 16 juni 2002 | Zweden – Senegal | 1 – 2   | WK 2002    | 39.747       |